# Goldflossen-Preußenfisch
Der Goldflossen-Preußenfisch (Dascyllus auripinnis (lat.: „aureus“ = golden; „pinna“ = Flosse)) ist eine Art aus der Familie der Riffbarsche (Pomacentridae). Die Fische leben im zentralen Pazifik bei den Phoenixinseln, den Line Islands und den  Cookinseln. Sie ersetzen dort den nah verwandten Dreipunkt-Preußenfisch (Dascyllus trimaculatus).

## Merkmale

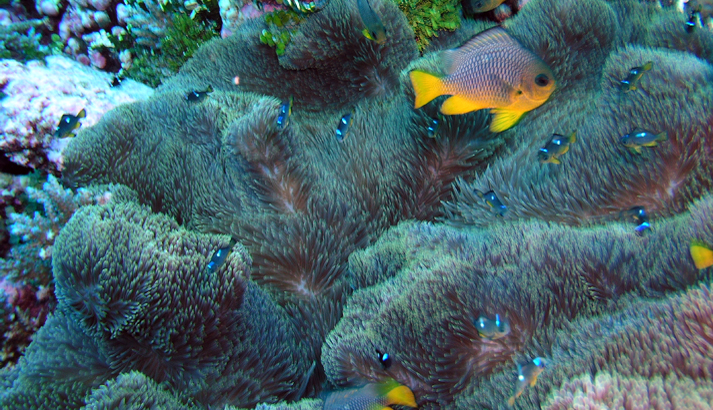
Dascyllus auripinnis über einer Symbioseanemone der Art Stichodactyla mertensii

Dascyllus auripinnis wird 11,5 Zentimeter lang. Die Körperhöhe ist mit einem Verhältnis von 1/1,5–1,65 (Körperhöhe / Körperlänge) sehr hoch. Die Fische sind auf der Rückenseite und an den Seiten graublau gefärbt, die Bauchseite, Bauch-, After- und Schwanzflosse sind orange-gelb mit schwarzen Rändern. Ein kleiner weißer Fleck befindet sich auf der Flankenmitte oberhalb der Seitenlinie. Die schwarzen bis dunkelbraunen Schuppenränder ergeben bei nicht allzu schwärzlichen Fischen eine Netzzeichnung. Die Schwanzflosse ist eingebuchtet. Entlang des Seitenlinienorgans hat Dascyllus auripinnis 18 bis 19 Schuppen. Die Anzahl der Kiemenreusenfortsätze beträgt 24 bis 29.
- Flossenformel: Dorsale XII/14–16, Anale II/14–15, Caudale 8+7.
- Branchiostegalstrahlen: 6
- Wirbel 26.

## Lebensweise
Die Fische leben in den Korallenriffen rund um die Atolle ihrer Heimatinseln. Wie andere Preussenfische ernährt sich der Goldflossen-Preußenfisch von Ruderfußkrebsen, andere kleinen planktonischen Krebstieren und möglicherweise auch von Algen. Die Fische sind wie alle Riffbarsche Substratlaicher und kleben ihren Laich in einer Höhle oder versteckten Nische an die Wand. Das Männchen bewacht und säubert den Laich.